# Slaget vid Gibeah
Slaget vid Gibeah är del av berättelsen om Levitens älskarinna i domarboken i Bibelns gamla testamente och Toran. Berättelsen utspelar sig efter den påstådda israeliska erövringen av Kanaan men innan rikena Israel och Juda bildats. I berättelsen reser en levit från Efraim med sin älskarinna genom den benjamitiska staden Gibeah där han blir överfallen av en folkmassa som vill våldta honom. En gammal man som erbjudit leviten husrum erbjuder sin dotter och levitens älskarinna till folkmassan men de vägrar. Leviten knuffar då ut sin älskarinna till dem och hon våldtas till döds. Leviten lämnar staden dagen efter med älskarinnans kropp och styckar henne sedan i 12 delar och skickar en del till varje israelitisk stam och kräver hämnd. De israelitiska stammarna blir rasande, de svär alla på att inte gifta bort några döttrar till männen av Benjaminstammen och ett krig startas. Kriget är förödande och till slut består Benjaminstammen av enbart 600 män som förskansat sig i en fästning. När de israelitiska stammarna inser att de är på väg att utrota en av sina egna stammar drabbas de av ångest och de vill rädda Benjaminstammen från att utrotas. De plundrar därför staden Jabesh-Gilead och tar därifrån 400 oskulder som de ger som fruar till benjamiterna, sedan kidnappar de ytterligare 200 oskulder från Shilo när de utför en dansritual utanför stadens murar och därmed överlever Benjaminstammen.

## Den bibliska berättelsen

### Händelsen i Gibeah
En Levit från Efraim hade en älskarinna som lämnat honom och rest tillbaka till sin far i Betlehem, detta då han var självisk och alltid satte sig själv främst vilket lett till att hon blivit arg på honom. Leviten reste därför till Betlehem för att få henne att komma tillbaka. I fem dagar uppehöll älskarinnans far leviten i Betlehem innan leviten och älskarinnan slutligen begav sig tillbaka mot Efraim igen, dock var det redan sent på dagen. När natten närmade sig föreslog levitens tjänare att de skulle söka husrum i Jebus (Jerusalem) men leviten vägrade sova hos Jebiter då de inte var israeliter utan endast allierade med israeliterna. Leviten ville istället att de skulle ta sig till Gibeah som låg i de Benjamitiska israeliternas land.

När de nådde Gibeah hade det blivit skymning och leviten och hans ressällskap väntade på torget men ingen erbjöd dem husrum trots att seden krävde det. Till slut mötte de en gammal man som var på väg hem från fälten. Mannen frågade resesällskapet vad de gjorde vid torget och då han själv var född och uppvuxen i Efraim erbjöd han dem husrum hos sig. De gick hem till honom och mannen tvättade deras fötter, gav foder till åsnorna samt dryck och mat till sällskapet. Kvällens måltid avbröts av en stor grupp män som bankade på den gamle mannens dörr. Mannen öppnade och frågade folkmassan vad de ville och männen svarade då "Skicka ut den man som kommit till detta hus, vi vill lära känna honom!" (Lära känna innebär här samlag). Den gamle mannen försökte samtala med männen och sa åt dem att de kunde ta hans dotter som var oskuld och levantinens älskarinna istället men männen stod fast. Leviten knuffade då ut sin älskarinna genom dörren och slog igen den bakom henne. Männen förgrep sig på älskarinnan hela natten och först vid gryningen lät de henne gå. Hon kollapsade då vid dörren till den gamle mannens hem. Morgonen därefter fann levantinen sin älskarinna liggande livlös vid dörren. Han lastade henne på sin åsna och begav sig sedan av hem. Väl hemma lät han stycka hennes kropp i tolv delar och skickade en del till var och en av de tolv israelitiska stammarna samt en beskrivning av vad som hänt i Gibeah och att han krävde hämnd på de män som gjort detta. 

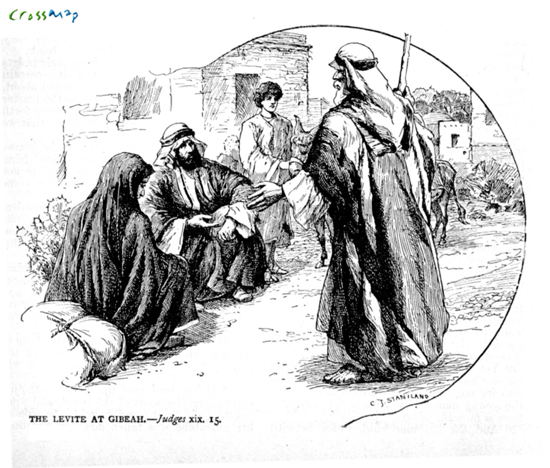
Leviten försöker finna husrum i Gibeah - av Charles Joseph Staniland (tidigt 1900-tal).
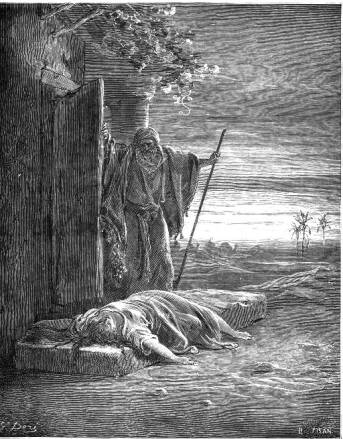
Leviten finner sin älskarinna vid dörren - av Gustave Doré, Cirka 1880.
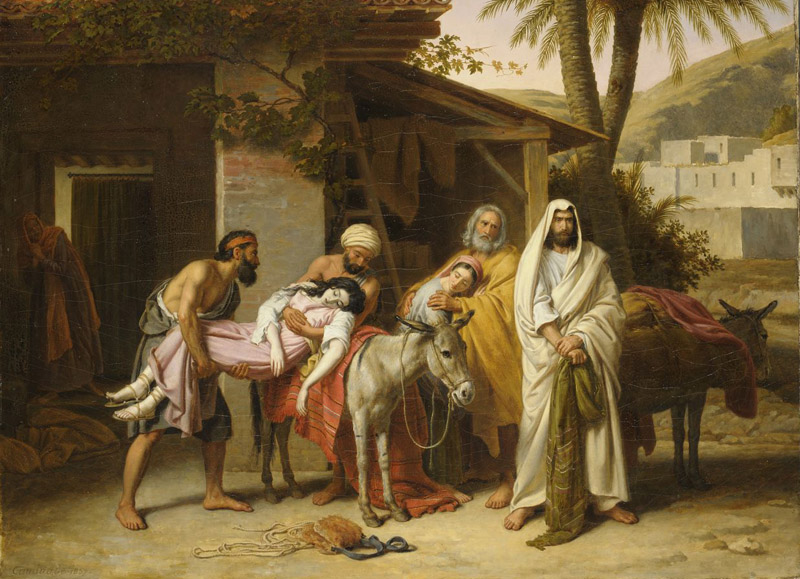
Leviten från Efraim låter sin älskarinna läggas på åsnan - av A.F.Caminafe 1837.
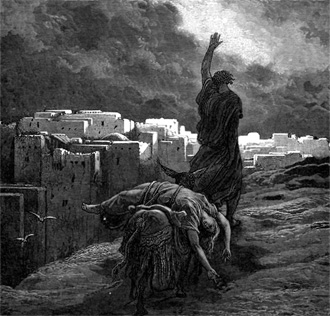
Rasande beger sig Leviten iväg från Gibeah med sin döda älskarinna - av Gustave Doré, cirka 1890

### Kriget mot Benjamin
De Israelitiska stammarna (förutom Benjaminstammen) var rasande över vad som inträffat och de samlade en här av cirka 40 000 män vid staden Mizpah. De skickade sedan sändebud till Benjaminstammen och krävde att de män som gjort sig skyldiga till våldtäkten skulle överlämnas för avrättning. Benjaminstammen vägrade dock lämna ut männen och de hotade med krig mot de andra stammarna om de skulle försöka anfalla Gibeah. För att skydda staden samlade Benjaminstammen en här på 26 000 krigare som placerades i Gibeah, 700 av männen skall ha varit vänsterhänta och rustade med slungor som de kunde träffa ett fallande hårstrå med. När de samlade stammarna fick reda på Benjaminstammens svar svor de en ed om att ingen skulle gifta bort sina döttrar till Benjaminstammen och att den som inte ställde sig på deras sida i kriget skulle dräpas. De begav de sig sedan mot Gibeah för att inta staden.
Den första dagens belägring slutade i nederlag för koalitionen då benjaminiterna lyckades skydda staden från anfall. Under den andra dagen drog de benjaminitiska styrkorna ut från Gibeah och besegrade koalitionen i ett fältslag vid stadens murar. Tusentals israeliter stupade och det såg ut som att Benjaminstammen skulle vinna kriget. I desperation gick koalitionsarmén efter slaget till guds hus där de satte sig ned och fastade fram till skymningen. De brände offergåvor och bad inför förbundsarken om hjälp. Till slut svarade Gud "res er, för imorgon skall jag ge dem till er".
Stärkta av guds ord omringade koalitionen Gibeah under natten och morgonen efter ställde huvuddelen av styrkan upp sig framför Gibeah och den benjamitiska armén kom än en gång ut ur staden och gick till anfall. Koalitionen förlorade cirka 30 man i den första drabbningen och började sedan dra sig tillbaka längs med vägen mot Betel. Benjaminitierna trodde att de var på väg mot ännu en lätt seger och började jaga koalitionshären längsmed vägen och bort från Gibeah. Den omringade koalitionsarmén som legat gömda gick därefter till anfall mot själva staden och de tände stora eldar vars rök syntes på långt håll. När huvudstyrkan såg eldarna insåg de att planen gått i lås och de vände om och gick till nytt anfall mot den benjamitiska armén. Benjamiterna insåg att de blivit lurade och när de såg rökpelarna från Gibeah drabbades de av panik och flydde mot öknen. Koalitionsstyrkan jagade efter dem och dräpte alla utom 600 man som lyckades sätta sig i säkerhet i en fästning vid Rimmon.
Efter att ha bränt Gibeah spred den israelitiska koalitionen ut sig i Benjaminstammens land och de dräpte alla människor och all boskap de kunde finna. Efter att ha förstört landet till grunden började koalitionen dock drabbas av ångest. De insåg att de nu utrotat en av Israels stammar och de gick till guds hus och fastade till skymningen medan de klagade "Oh herre, Gud av Israel, varför har det skett i Israel att det från idag saknas en stam?"

### Jakten på nya fruar
De israelitiska stammarna hade svurit att de inte skulle gifta bort sina döttrar till Benjaminstammen men 600 benjaminitska män levde fortfarande då de satt sig i säkerhet i Rimmon. Israeliterna debatterade vad som kunde göras och de byggde ett altar till gud medan det sades "Finns det någon stam av Israel som inte kommit till samlingen framför gud?". Stammarna hade ju svurit på att den som inte gjort det skulle dräpas och israeliterna sörjde för Benjaminstammens öde och de sade "Det finns män kvar men hur skall vi ge dem fruar då vi svurit inför gud att inte ge dem våra döttrar, finns det verkligen ingen stam som inte kom till samlingen vid Mizpah?". 

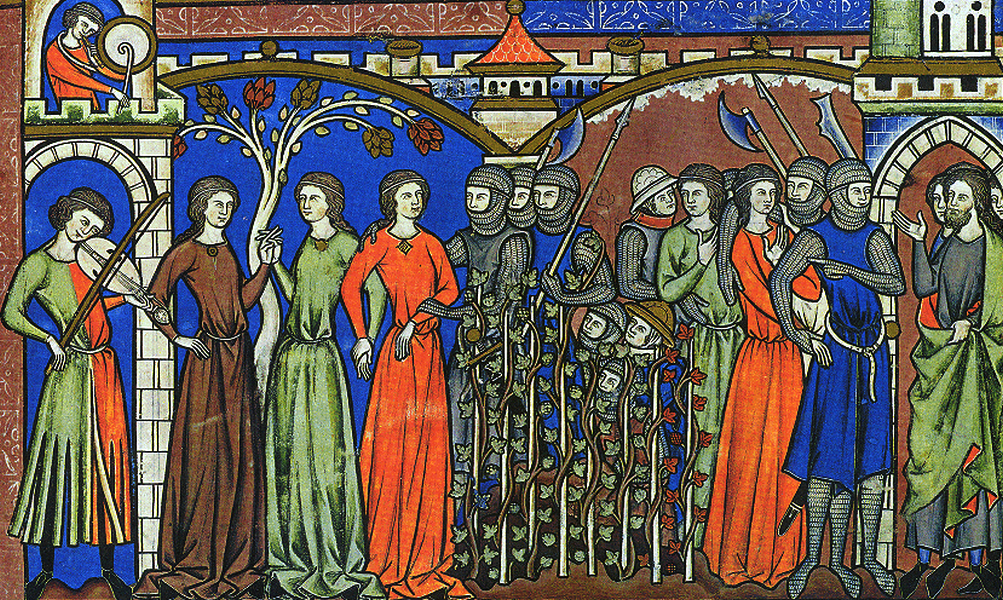
Benjaminiterna tar kvinnorna från Shiloh som sina fruar - från medeltida bibel.

Till slut noterade någon att ingen från staden Jabesh Gilead var med vid byggandet av altaret. Alla män i den israelitiska hären samlades och ingen från den staden påträffades. Efter diskussion kom de fram till att ingen från Jabesh Gilead deltagit i kriget över huvud taget och en armé på 12 000 krigare skickades mot staden med ordern "Gå och slå invånarna i Jabesh Gilead med era svärd, även deras kvinnor och barn. Här är vad ni skall göra, dräp alla män och alla kvinnor som legat med en man, men bespara de kvinnor som är oskuld". Jabesh Gilead anfölls och dess befolkningen dräptes med undantag av 400 kvinnor som var oskulder. Dessa togs till Shilo där den israelitiska armén hade sitt huvudläger. Ett sändebud skickades sedan till Rimmon med meddelandet att stammarna önskade fred och att de funnit nya fruar åt Benjaminstammens män. Männen kom därmed ut ur fästningen och de fick de 400 kvinnorna som fruar, dock saknades fortfarande 200 kvinnor åt de sista 200 männen så stammarna fortsatte oroa sig för att Benjaminstammen skulle gå under. 
De stamäldste diskuterade "Vad skall vi göra för att ge fruar åt de som är kvar, alla benjaminitiska kvinnor är döda" och " Hur skall vi ge de kvarvarande benjamiterna ett arv så att stammen inte försvinner från Israel? Vi kan inte ge dem våra fruar och döttrar då vi svurit förbannelse på den som gifter bort sina kvinnor med Benjaminstammen". Till slut sade den äldste av Shilo " Det är en årlig festival till gud i Shilo, som ligger norr om Betel vid vägen mot Sikems östra sida och söder om Lebona.". En plan skapades därefter "Om de kvarvarande benjamiterna lägger sig och väntar i vingårdarna så kommer Shilo's oskulder ut för att genomföra en rituell dans där, varje man kan då fånga sig en hustru men de måste behandla dem väl då de inte tagit dem i krig. Dock kommer vi inte ha brutit vår ed då benjamiterna själva tagit sin hustru och vi har inte gett våra döttrar till dem". Benjamiterna informerades om planen och de gjorde som de blev tillsagda. Varje benjamitisk man lyckades fånga en hustru vid Shilo och benjamiterna reste sedan tillbaka till sina förstörda städer som de återuppförde och skapade där sina hem och stammen överlevde. Den israelitiska koalitionen skingrades och alla återvände till sina egna hem.

## Judiska tolkningen
Rabbinerna R. Ebiathar och R. Yonatan förklarar att historien egentligen handlar om vikten för en husbonde av att behandla sitt hushåll väl. Hade leviten inte varit så självisk och försummat sin älskarinna hade hon aldrig flyttat hem till Betlehem och de händelser som ledde till tiotusentals israeliters död hade aldrig inträffat. Ett fridfullt hem och äktenskap är den enda vägen till ett fridfullt samhälle.

## Forskarnas tolking
Berättelsen har tidigare tolkats som ett försök att beskriva det kaos och fördärv som rådde i Israel innan landet enades under ett kungahus och att berättelsen syftar till att legitimera skapandet av just ett kungahus. Frasen "På den tiden fanns ingen kung i Israel" repeteras om och om igen. Yairah Amit menar att texten i sig antagligen skrevs under eller strax efter den judiska fångenskapen för att påvisa att de judiska folkslagen måste samarbeta eller möta sin undergång.
Berättelsen om slaget vid Gibeah och dess omständigheter anses vara sent skrivna, sannolikt en av de sista skrifterna som lades till i domarboken. Det är uppenbart att antalet stridande är överdrivet och det sätt israeliterna strider på är för modernt för att utspela sig på 1400-1300-talet f.Kr. då Kanaan styrdes av egypter, mitannier och hettiter varav ingen nämner detta förödande krig. Dessutom verkar händelserna som startar kriget ha inspirerats av berättelsen om Sodom och Gomorra. Bibelforskare tror idag att berättelsen är politisk propaganda som syftar till att rättfärdiga illdåd utförda av Juda rike, sannolikt under Kung David, mot Benjaminstammen. Grymheterna utfördes antagligen under kung Davids tid som hämnd mot de som stått på kung Sauls sida. Berättelsen om kriget har sedan lagts längre bak i tiden för att skapa större distans och en mer rättfärdigande orsak till slakten har då angivits. Forskare idag tror att det finns en grund av sanning i berättelsen som sedan överdrivits.

## Det kvinnliga perspektivet
Berättelsen om levitens älskarinna har med all rätt beskrivits som en fruktansvärd skräckhistoria för kvinnor. Det är uppenbart att kvinnorna i berättelsen, trots att de utgör både krigets början och slut, helt saknar någon egen röst. Brouer skriver att många bibliska författare "verkar ha uppskattat kvinnor och vänt sig mot våldtäkt" men kvinnorna i just denna berättelse varken ges namn eller repliker. När Leviten påträffar sin älskarinna dagen efter gruppvåldtäkten är det oklart om hon redan är död eller inte. Allt som framgår är att han inte får kontakt med henne och det är oklart om hon dog under natten, på väg till Efraim eller när leviten styckar henne.
Den gamle mannen erbjuder sin dotter och älskarinnan till folkmassan i ett försök att skydda leviten vilket visar på att han anser det mindre syndfullt att hans egen dotter våldtas än att en man våldtas. Leviten själv knuffar ut älskarinnan till folkmassan och ingen verkar gå emot honom gällande det. Folkmassan verkar inte själva reflektera över att vad de gör är fel utan för dem är det helt accepterat att våldta utlänningar. De israelitiska stammarna kidnappar unga kvinnor som de kan ge till benjaminiterna som nya fruar och anser att de begår en rättfärdigad handling. Tidskriften Priscilla Papers som är en kristen tidning skriver att alla i berättelsen agerar på ett sätt som de själva anser är "rätt och gott i deras ögon"  medan vad de gör ses som "ondska i Guds ögon".
Domarboken kap 19 avslutar med att berätta att något som detta inte hänt sedan judarnas uttåg ur Egypten och likställer älskarinnans öde med offerlammen vars blod användes vid dörrarna i Egypten. Brouer utvecklar kapitlets slut med följande "Våldtäkt, död och styckandet av älskarinnan är antitesen till Pesachoffret". Författaren syftar i slutet av kapitlet att få läsaren att känna för älskarinnan och hennes öde, att döma henne rättvist och tala ut mot den behandling hon fick..